# Guleharavi, Tumkur
Guleharavi là một làng thuộc tehsil Tumkur, huyện Tumkur, bang Karnataka, Ấn Độ.